# 霍奇基斯維爾歷史區
霍奇基斯維爾歷史區（英語：Hotchkissville Historic District）是位於美國康乃狄克州利奇菲爾德縣伍德伯里境內的一個歷史區。

## 地理
霍奇基斯維爾的座標為41°33′46″N 73°13′08″W / 41.56278°N 73.21889°W，而該地的平均海拔高度為87米（即285英尺）。